# Bundesautobahn 56
Pour les articles homonymes, voir A56.
La Bundesautobahn 56 était le nom du projet de Bundesautobahn dans le Land de Rhénanie-du-Nord-Westphalie.